# 格利泽3634
GJ 3634是长蛇座的一颗红矮星。其轨道上已发现一颗行星GJ 3634 b。GJ 3634的大小和质量比太阳的一半还小，据估计至少比太阳年輕10億年，距地球19.8秒差距（64.6光年）。它是一众天文学家长达6年多时间里的观测对象。 

## 命名與發現
GJ 3634 的命名是來自格利泽近星星表中，威廉·格利澤和哈特穆特·亞賴斯的第三版增補。該版本收錄了當時所知距離地球25秒差距（81.54光年）以內的恆星。GJ 3634於1987年首次被收錄入星表。GJ 3634 b的發現者利用歐洲南方天文台在智利的拉西拉天文台高精度徑向速度行星搜索器對低質量紅矮星連續觀測6年。在發現了11顆行星以後，研究人員改變策略以搜尋軌道週期極短的行星。天文學家首先以徑向速度法量測恆星光譜的都卜勒效應以搜尋行星，接著以凌日法檢測行星通過恆星盤面時，從地球觀測恆星光度下降量。徑向速度量測將可幫助確認潛在凌日恆星最有效的方式。
徑向速度的量測顯示有一顆質量至少是地球7倍的行星存在。該行星GJ 3634 b是該組天文學家改變搜尋方式後發現的首顆行星。該團隊接著使用史匹哲太空望遠鏡進行凌日觀測，但並未觀測到該行星凌日，不過仍得知它的真實質量。GJ 3634 b的發現於2011年2月8日在《天文与天体物理学报》上公開。

## 特性
GJ 3634是一颗發出紅光的小體積低溫M型红矮星，位於長蛇座。其质量为太阳的45%，体积为太阳的43%。发现者称它是颗活动程度中等的恆星，光度为太陽的0.02倍，代表它釋放的輻射能是太陽的2%。該恆星是相對貧金屬星，金屬量為 [Fe/H]=-0.10，其含铁量为太阳的79%。該恆星的年齡最大預測值是30億年。
GJ 3634的视星等为11.95，它不能被肉眼看见。而該恆星與地球的距離和同樣擁有行星的飛馬座51相近（14.7秒差距或47.95光年）。

## 行星系
GJ 3634旁有一顆已確認的系外行星GJ 3634 b。該行星的質量是地球的8.4倍或木星的2%，被認為是超級地球。GJ 3634 b的軌道週期極短，只有2.64561日。該行星的軌道半長軸只有0.0287天文單位，離心率則是0.08，代表相當接近圓形軌道。
最初資料分析顯示有另一個狀況不明的亞恆星天體也存在於該恆星旁，GJ 3634 b的發現者指出該未知天體的軌道週期為200日，質量大約是海王星的2倍。
| 成員 (依恆星距離) | 质量             | 半長軸 (AU) | 轨道周期 (天) | 離心率 | 傾角 | 半径 |
| ----------------- | ---------------- | ----------- | ------------- | ------ | ---- | ---- |
| b                 | 8.4 +4.0 −1.5 M⊕ | 0.0287      | 2.64561       | 0.08   | —    | —    |